# Lysá hora (České středohoří)
Lysá hora (578 m n. m., německy Kundratitzer Kahleberg) je relativně plochý čedičový vrch v Českém středohoří nad obcí Hlinná, asi šest kilometrů severně od Litoměřic. Na severozápadním a jihozápadním úbočí se nachází přírodní rezervace Holý vrch u Hlinné s výskytem vzácných rostlin. Roste v ní koniklec otevřený, koniklec luční a jejich přirozený hybrid koniklec Hackelův. Na západní straně svahu se nalézají porůznu roztroušené čedičové skalky označované místním názvem Učitel a žáci.